# Akční výbor Národní fronty
Akční výbory Národní fronty, zkráceně AV NF, byly zvláštní mocensko-politické orgány, které vznikly v únoru roku 1948 (v komunistické terminologii a historiografii tzv. Vítězný únor) na výzvu Klementa Gottwalda, předsedy Komunistické strany Československa (KSČ). Jejich ústředním řídícím orgánem byl Ústřední akční výbor Národní fronty a celý systém sloužil komunistům jako nátlakový prostředek k převzetí moci v tehdejším Československu.

## Postavení a činnost akčních výborů
Vznikat začaly masově ihned po výzvě, kterou k jejich založení ve svém projevu vznesl Klement Gottwald 21. února 1948 na Staroměstském náměstí. Velkého ohlasu se dočkala výzva Kupředu, zpátky ni krok!, jež byla poprvé publikována 25. února 1948. Signovali ji nejen političtí aktivisté (převážně z řad členů KSČ, komunisty ovládaného Revolučního odborového hnutí a Svazu československé mládeže), ale i osobností z oblasti kultury a další přívrženci komunistické ideologie z jiných politických stran. Ačkoli existence akčních výborů neměla žádný právní základ, pod velkým tlakem politické krize došlo k jejich vytváření v obcích, továrnách, vydavatelstvích, školách, na úřadech, ale i na ministerstvech a v parlamentu. Na všech těchto místech se akční výbory snažily uskutečňovat tzv. „očistu veřejného života“ a „potlačování reakce“. Vydávaly rozhodnutí a výzvy, kterými zbavovaly zaměstnání a funkcí politické odpůrce KSČ. Proti těmto rozhodnutím nebylo odvolání.
Akční výbory na pracovištích zanikly po splnění svého úkolu, tzn. po provedení tzv. prověrek a odstranění všech nepohodlných lidí, na úřadech v obcích, okresech a ve státní správě byly přejmenovány na Výbory Národní fronty a existovaly až do roku 1989 (sametová revoluce) jako součást Národní fronty.
Protože neměly žádný právní základ, jejich činnost a rozhodnutí byly v podstatě nezákonné. Existence akčních výborů byla zlegalizována až zákonem č. 213/1948 Sb., „o úpravě některých poměrů na ochranu veřejných zájmů“. Podle tohoto zákona byla všechna jejich opatření od 20. února až do 8. srpna 1948 prohlášena za zákonná, pokud „směřovala k ochraně nebo k zabezpečení lidově-demokratického zřízení“, a to i v těch případech, pokud by jinak nebyla v souladu s právními předpisy. Protože k tomu došlo zpětně, šlo tedy o tzv. pravou retroaktivitu. Zrušen byl navíc až ustanovením § 206 zákona o státní službě k 1. lednu 2015.

### Ústřední akční výbor NF
Ve středu 25. února 1948 byl v zasedací síni Ústřední rady odborů (ÚRO) v Praze na Perštýně za předsednictví náměstka předsedy vlády Antonína Zápotockého a za účasti četných osobností politického i kulturního života ustaven Ústřední akční výbor Národní fronty (ÚAVNF). Předsedou byl zvolen náměstek předsedy vlády a předseda ÚRO Antonín Zápotocký, místopředsedy byli zvoleni gen. tajemník KSČ R. Slánský, ministr průmyslu Zdeněk Fierlinger, ministr pošt. dr. A. Neumann a ministr zdravotnictví P. J. Plojhar. Za členy výboru min. financí dr. Dolanský, spisovatel J. Drda, ministr sociální péče E. Erban, předseda SČM Zd. Hejzlar, místopředsedkyně ÚNS poslankyně A. Hodinová-Spurná, ministryně výživy ing. L. Jankovcová, poslanec Oldřich John, ministr informací V. Kopecký, poslankyně B. Macháčová, poslanec J. Nepomucký, ministr vnitra V. Nosek, ministr dopravy A. Petr, poslanec J. Smrkovský, ministr techniky dr. ing. Emanuel Šlechta a poslankyně M. Švermová. Generálním sekretářem byl jednomyslně zvolen ministr spravedlnosti dr. A. Čepička. Mezi členy se objevili: místopředseda ROH V. Cipro, poslanec E. Vojanec, šéfredaktor deníku »Práce« (listu Revolučního odborového hnutí) Jiří Síla, ministři dr. Zd. Nejedlý a dr. A. Gregor, členové ÚNS: J. Krosnář, J. Štětka, za čsl. soc. dem. stranu místopředseda vlády B. Laušman, členové ÚNS J. Hladký, F. Tymeš, poslankyně prof. A. Jungwirthová, poslanec Jaroslav Pavlán.
Několik minut po zahájení se dostavil také předseda vlády Klement Gottwald, který přítomné informoval, že prezident Edvard Beneš návrh nové vlády přijal, což přítomní přijali za povstání bouřlivým potleskem. Ministr Alexej Čepička vystoupil s prohlášením, že by bylo osudovou chybou domnívat se, že byla vyřešena vládní krize:
I pro budoucnost platí zákony tvrdého boje. Reakce byla zasažena tak citelně jak nikdy. Ústřední akční výbor musí učinit všechna opatření, aby napříště nedošlo k podobným provokacím a činům. Jeho složení nejen v Praze, ale i na venkově je toho zárukou. Domnívám se, že můžeme plně slíbit Klementu Gottwaldovi, že v tomto směru cítíme velkou odpovědnost, aby z ústředního akčního výboru se stal takový podporovatel vládních snah, jakého jsme nebyli dosud nikdy svědky.
Národní obroda, 27.02.1948
Po ustanovení začal sekretariát ÚAVNF vydávat autonomní normy formou oběžníků, které dostávaly všechny podřízené akční výbory: Oběžník č. 1 ze dne 9. března 1948 (týkající se NV), oběžník č. 2 ze stejného dne (směrnice o očistě mezi národními správci konfiskovaných živnostenských podniků a rodinných domků), oběžník č. 3 opět ze stejného dne a dodatkem ze dne 17. března 1948 (o očistě mezi přídělci konfiskovaného zemědělského majetku), oběžník č. 6 ze dne 21. března 1948 (o zřizování komisí k úpravě stálých voličských seznamů a spolupůsobení AV při přípravách k parlamentním volbám).